# Poświętne (powiat białostocki)
Poświętne – wieś w województwie podlaskim, w powiecie białostockim, w gminie Poświętne.
Wieś duchowna położona była w 1795 roku w ziemi bielskiej województwa podlaskiego. W latach 1975–1998 miejscowość położona była w województwie białostockim.
Przez miejscowość przebiega droga wojewódzka nr 681.
W miejscowości znajduje się kościół, który jest siedzibą parafii Przemienienia Pańskiego. W strukturze kościoła rzymskokatolickiego parafia należy do metropolii białostockiej, diecezji łomżyńskiej, dekanatu Łapy.

## Zabytki
- kościół parafialny pod wezwaniem Przemienienia Pańskiego, 1906–1907, nr rej.: A-226 z 11.03.2009
- ogrodzenie, mur, pocz. XX, nr rej.: A-226 z 11.03.2009[8]